# Dź (digramme)
Cette page contient des caractères spéciaux ou non latins. S’ils s’affichent mal (▯, ?, etc.), consultez la page d’aide Unicode.
Pour les articles homonymes, voir DZ.
DŹ (majuscule : Dź, minuscule dź) est une lettre latine utilisé dans l’écriture du polonais et dans l’alphabet łacinka du biélorusse.

## Linguistique
En polonais le digramme dź représente le son [d͡ʑ].

## Représentation informatique
Le digramme DŹ possède les représentations Unicode suivantes,, :
- Multiples caractères précomposés :
  - Capitale DŹ : U+0044 U+0179 ;
  - Majuscule Dź : U+044 U+017A ;
  - Minuscule dź : U+064 U+017A.
- Multiples caractères composés :
  - Capitale DŹ : U+0044 U+005A U+0301 ;
  - Majuscule Dź : U+044 U+007A U+0301 ;
  - Minuscule dź : U+064 U+007A U+0301.